# Ib (trò chơi điện tử)
Ib (イヴ ibu) là một tựa game giải đố mang tính kinh dị tâm lý do kouri xuất bản và phát triển, sử dụng bộ phát triển game RPG Maker 2000, ra mắt lần đầu vào năm 2012. Người chơi điều khiển nhân vật chính bị mắc kẹt tại một bảo tàng nghệ thuật, nơi nhân vật chính gặp các nhân vật Garry và Mary. Cùng nhau, họ thực hiện mục tiêu thoát khỏi phòng trưng bày và trở về thế giới thực.
Ib là trò chơi đầu tay của nhà phát triển kouri, và được phát triển bằng RPG Maker 2000. Đồ họa được làm ra bởi kouri và phần nhạc nền do YASUpochi sáng tác.
Khi phát hành vào năm 2012, Ib đã có được những thành công lớn, vào năm 2014 đã đạt được hơn 2 triệu lượt tải xuống trên khắp Nhật Bản và Hoa Kỳ. Trò chơi đã nhận được những phản hồi tích cực từ các nhà phê bình cũng như khán giả, đặc biệt là về lối chơi, cốt truyện, nhân vật và bầu không khí. Kể từ đó, nó đã đạt được một lượng lớn người theo dõi và được ghi nhận là tựa game đã giúp phổ biến việc sử dụng công cụ của nó trong việc phát triển các trò chơi không có yếu tố nhập vai.
Bản làm lại sử dụng RPG Maker MV với đồ họa cập nhật đã được Playism xuất bản và chỉ phát hành trên Steam để bản địa hóa tại Nhật Bản vào ngày 11 tháng 4 năm 2022. Phiên bản dành cho Nintendo Switch đã được công bố vào ngày 13 tháng 9 năm 2022, sẽ được phát hành vào ngày 9 tháng 3 năm 2023.

## Lối chơi
Người chơi điều khiển một nhân vật qua các không gian hai chiều, tương tác và kiểm tra các đối tượng khác nhau. Trò chơi sẽ có các chướng ngại vật mà người chơi phải vượt qua cũng như các kẻ thù hoặc bẫy có thể ảnh hưởng tới sinh mạng nhân vật. Khi số cánh hoa hồng - vật tượng trưng cho sinh mạng của nhân vật về không, người chơi sẽ thua cuộc. Trò chơi sẽ có những kết thúc khác nhau tùy vào những quyết định của người chơi trong suốt quá trình. 

## Cốt truyện
Lưu ý: Toàn bộ phần sau đây có thể tiết lộ toàn bộ cốt truyện của trò chơi.
Trò chơi diễn ra vào một thời điểm nào đó sau năm 6235. Ib - nhân vật chính của trò chơi được cha mẹ đưa đến bảo tàng nghệ thuật của nghệ sĩ hư cấu Guertena Weiss. Với sự cho phép của cha mẹ, Ib được tham quan tự do. Trong khi cô ấy đang xem một bức tranh với kích cỡ lớn và màu sắc kì lạ với tựa đề "??? World" (sau này được tiết lộ là "Fabricated World") thì khách tham quan đột nhiên biến mất trong thời gian mất điện, cửa bảo tàng khóa trước khi cô ấy có thể rời đi cùng những vị khách khác. Các vệt sơn chỉ hướng cô ấy vào một bức tranh khác về biển sâu mà cô ấy thực sự bước vào. Bị mắc kẹt trong một thế giới khác, trong khi lang thang, Ib cuối cùng phát hiện ra một nhân vật tóc tím trên mặt đất, lúc này trò chơi yêu cầu bạn lấy bông hồng của anh ta và hồi phục sự sống cho nó. Sau khi làm như vậy, nhân vật đó được tiết lộ là Garry, một thanh niên ăn nói nhỏ nhẹ, mặc bộ quần áo rách nát. Họ hợp tác và khi họ cùng nhau khám phá, họ phát triển một mối quan hệ thân thiết, Garry trở thành người bảo vệ và là người bạn đồng hành của Ib.
Sau đó, cả hai tình cờ gặp Mary, một cô gái lập dị được cho là trạc tuổi Ib. Cô ấy tham gia nhóm, và cả ba tiếp tục khám phá. Khi kiểm tra thêm một bức tranh trong trò chơi, cả nhóm bị ngăn cách bởi một bức tường dây leo bằng đá mới nổi, chia nhóm làm 2 bên, một bên là Garry, bên còn lại là Ib và Mary. Ở đoạn này, người chơi có thể điều khiển cả hai bên trong một số khu vực nhất định và phải nỗ lực để đoàn tụ một lần nữa. Garry sớm nhận ra rằng Mary thực ra là tác phẩm cuối cùng của Guertena. "Phần kết" sau đó cũng sẽ tiết lộ một cốt truyện, có thể ảnh hưởng đến hành động của cô.
Sau đó trong trò chơi, người chơi sẽ phát hiện ra bức tranh của Mary, nơi họ phải đốt nó, bức tranh này sẽ giết chết Mary. Điều này có thể xảy ra dù có hoặc không có Garry, người sẽ sống sót hoặc chết tùy thuộc vào hành động của người chơi. Người chơi sẽ ngay sau đó bắt gặp một bức tranh lớn. Tùy thuộc vào quyết định của người chơi, người chơi có thể nhảy hoặc không nhảy qua bức tranh, điều này cũng sẽ dẫn tới những kết thúc khác nhau.

## Đón nhận
Nhà phát triển The Witch's House nói Ib đã bị ảnh hưởng nặng nề đến việc sử dụng ít lời thoại trong trò chơi
Vào đầu năm 2014, Kouri đã đề cập trên trang web của mình rằng Ib đã đạt 1.150.000 lượt tải xuống tại Nhật Bản. Có một số lượt tải xuống tương tự ở phía bản tiếng Anh.